# Мајк Њуел
Мајкл Кормак Њуел (енгл. Michael Cormac Newell; Сент Олбанс, 28. март 1942) енглески је филмски режисер и продуцент. Добитник је награде БАФТА за најбољу режију за филм Четири венчања и сахрана (1994), који је такође добио награду БАФТА за најбољи филм, а режирао је филмове Дони Браско (1997) и Хари Потер и Ватрени пехар (2005).